# Улица Сакко и Ванцетти (Саратов)
У́лица Са́кко и Ванце́тти в Саратове расположена на границе Фрунзенского и Октябрьского районов города. Пролегает с востока на запад, на протяжении от улицы Радищева и до улицы Чапаева.

## История
Улица Сакко и Ванцетти появилась в Саратове в начале XIX века и первоначально состояла из двух усадеб, но уже к середине столетия приобрела нынешние границы. Её первое известное название — Дмитриевская — в честь фамилии жены советника казенной палаты Марии Фёдоровны Дмитриевой, которая в те времена была известна своими большими пожертвованиями для возведения колокольни Александро-Невского кафедрального собора. Однако постепенно саратовцы об этом позабыли, и улицу начали именовать Малой или Большой Дворянской, поскольку её облюбовали для своих домов местные дворянские роды Гладковых, Шомпулевых и др.
Следующим названием — Большая Кострижная — улица обязана прядильным и канатным мастерским, из-за которых повсюду оставались отходы производства — костриги. Постепенно это название стало общепринятым.
В 1911 году Саратовская городская дума предложила переименовать улицу в честь писателя Льва Толстого, но в силу решительного отказа министров народного просвещения и внутренних дел, отличавшихся негативным отношением к Толстому, эта идея была отклонена.
В августе 1927 года коллектива промышленно-кооперативной артели «Глобус» предложил переименовать Большую Кострижную улицу в честь участников движения за права рабочих Сакко и Ванцетти. Это предложение было принято, и улица получила современное название.
В мае 2022 года озвучена инициатива о переименовании улицы. В январе 2023 года предложено возвращение к первоначальному названию — Дмитриевская.

## Гагарин в Саратове
На улице Сакко и Ванцетти (15) находится здание техникума (ныне Профессионально-педагогический колледж СГТУ имени Ю. А. Гагарина), в котором учился Ю.А. Гагарин. В 1969 году техникуму было присвоено имя Гагарина, на стене здания был установлен бюст Гагарина, а в Доме смотрителя был открыт Народный музей Ю. А. Гагарина

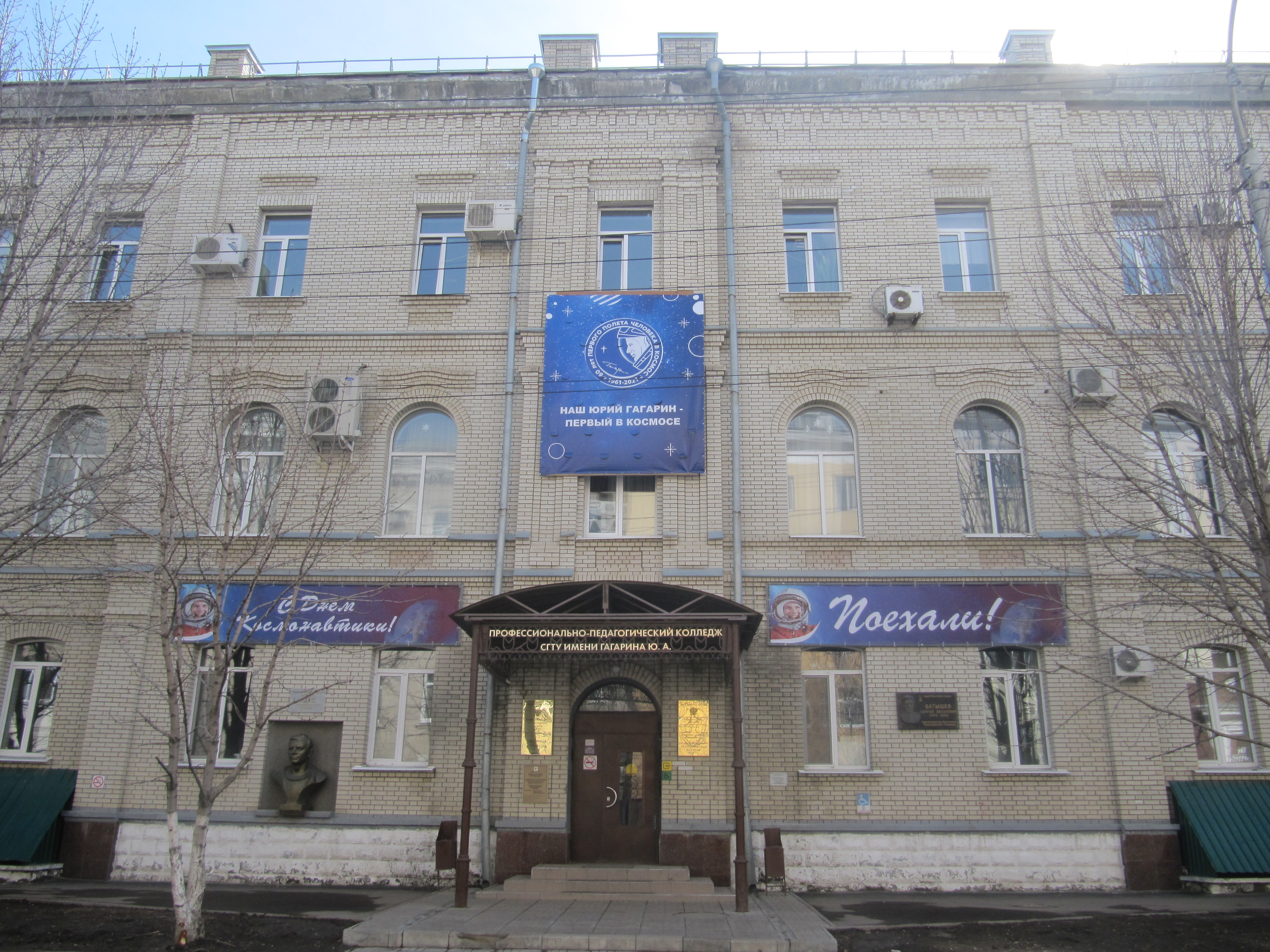
Колледж имени Гагарина главный вход
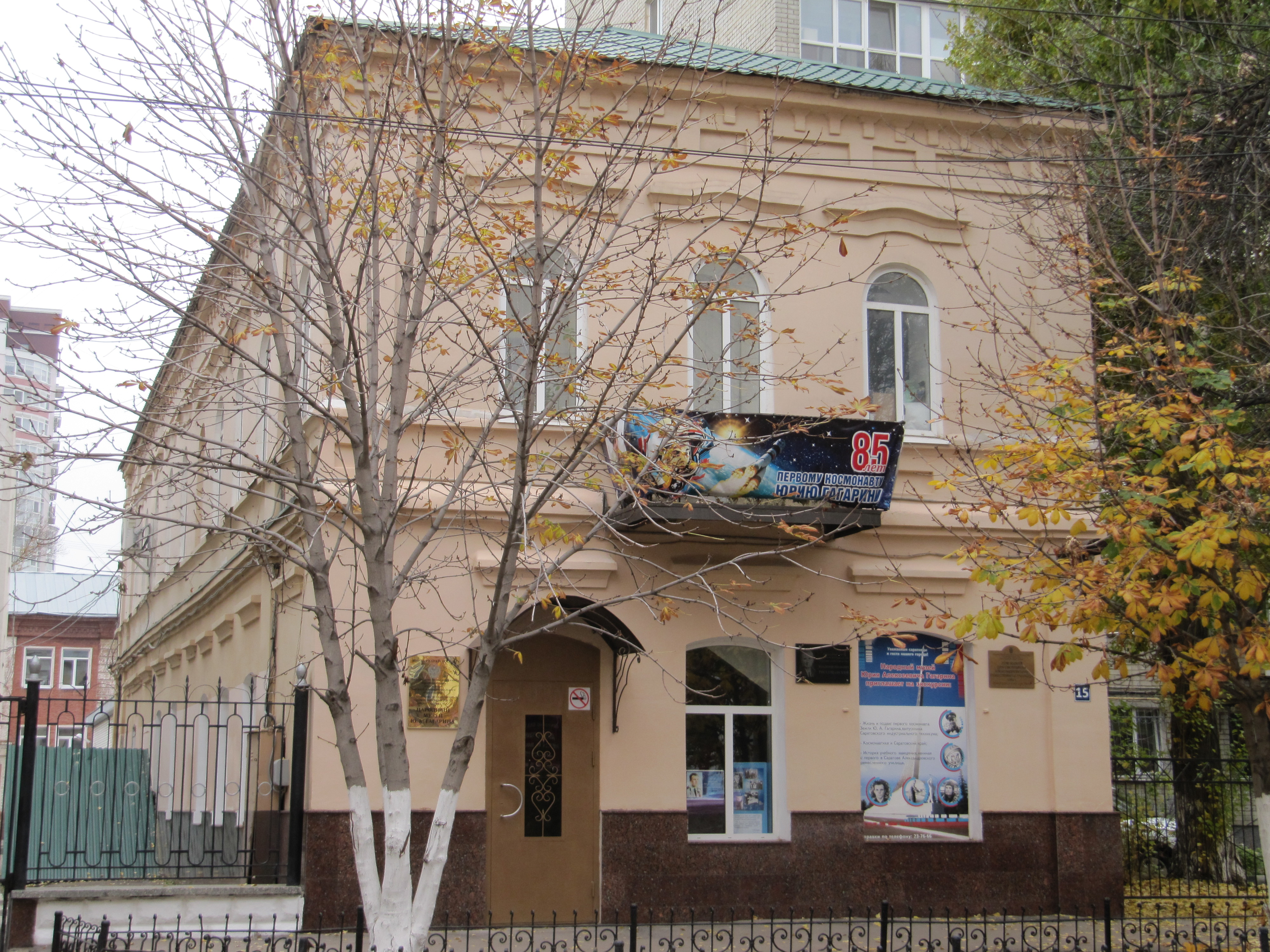
Народный музей Гагарина
Бюст Гагарина Ю.А.

## Булгаков в Саратове
- На углу с ул. Вольской стоит Здание губернского казначейства, Памятник архитектуры Федерального значения, 1909-1910 гг. архитектор Терликов Ю. Н. (ул. Сакко и Ванцетти, 55)
- На стене здания со стороны улицы Сакко и Ванцетти установлена Мемориальная плита с барельефом и текстом: В юности писатель Михаил Булгаков, посещая Саратов (1911-1917 гг.), останавливался в этом доме, где жила его первая любовь Татьяна Лаппа.

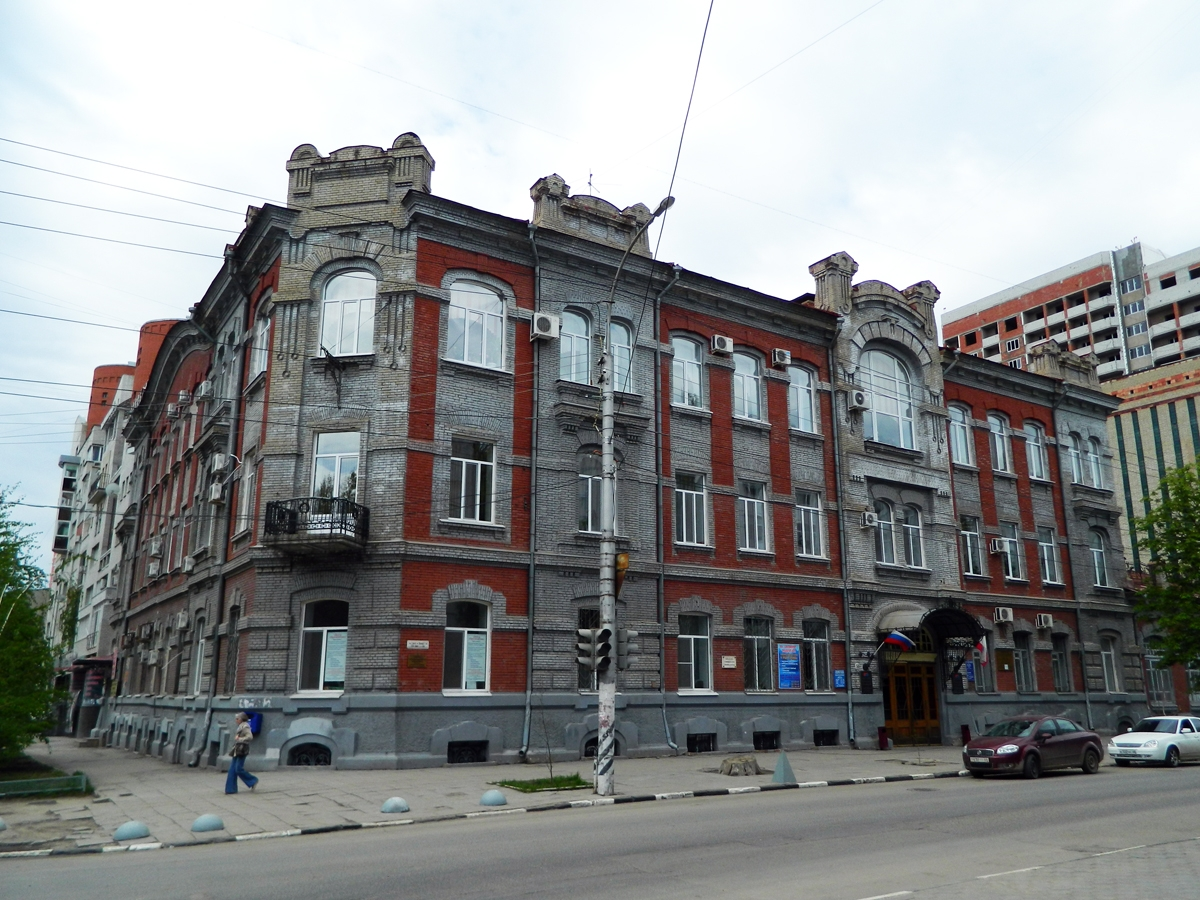
Здание губернского казначейства
Барельеф Булгаков М.А.

## Исторические здания
- Дом Г. П. Клинга (Сакко и Ванцетти, 35)
- Дом А. А. Тилло (Сакко и Ванцетти, 40)
- Дом Шерстобитова (Сакко и Ванцетти, 41)
- Доходный дом Е. Д. Ясинской (Сакко и Ванцетти, 42)
- Дом А. И. Крафта (Сакко и Ванцетти, 44)
- Здание губернского казначейства (Сакко и Ванцетти, 55)
- Здание аптеки и магазина Г. Г. Фридолина (Сакко и Ванцетти, 64)